# NGC 4401
NGC 4401 est une nébuleuse en émission située dans la constellation des Chiens de chasse. Cette région HII est située dans la galaxie NGC 4395 et elle a été découverte par l'astronome britannique John Herschel en 1827.
La galaxie NGC 4395 renferme deux autres régions HII très brillantes, soit NGC 4399 et NGC 4400.